# Министерство здравоохранения Перу
Министерство здравоохранения Перу ответственно за сектор здравоохранения, гарантирует медицинскую помощь всем жителям страны. Кроме того, оно формулирует государственную политику в отношении санитарии.

## История
После празднования 50-летия со дня смерти перуанского медицинского исследователя Даниэля Алкидеса Карриона, правительство приняло решение о создании Министерства здравоохранения, общественных работ и социальной предосторожности. Это министерство включило в свой состав предыдущие Директорат здравоохранения и социальной предосторожности, а также Директорат по делам индейцев из Министерства знахарства. Оно дополнительно взяло на себя функции Департамента филантропии, который в то время принадлежал Министерству юстиции.
В 1942 году министерство изменило своё название на Министерство здравоохранения и социальной помощи, а в 1968 году его название было вновь изменено на нынешнее Министерства здравоохранения.
Первый министр здравоохранения - Армандо Монтес де Перальта. Нынешний министр здравоохранения - Сильвия Пессах Елйаы.